# Mãe Nilzete de Iemanjá
Nilzete Austriquiliano da Encarnação ou Mãe Nilzete de Iemanjá (Salvador, 29 de fevereiro de 1939 (86 anos) — 30 de março de 1990) foi ialorixá de Candomblé do Ilê Axé Oxumarê. Era filha carnal de Mãe Simplícia de Ogum, e foi iniciada por Pai Nézinho de Muritiba (Ogum Tobé) em 15 de dezembro de 1965. Com o falecimento de Pai Nézinho, continuou suas obrigações com Mãe Menininha do Gantois.
Mãe Nilzete teve três filhos: Samuilta de Oxaguiã, Sidney de Oxóssi e Sivanilton de Oxumarê (Pai Pece de Oxumarê), todos iniciados na Casa de Oxumarê.